# Sophie af Slesvig-Holsten-Sønderborg
Sophie af Slesvig-Holsten-Sønderborg (13. august 1579 – 3. juni 1658) var en dansk-tysk prinsesse, der var hertuginde af Pommern-Stettin fra 1607 til 1618. Hun var datter af hertug Hans den Yngre af Slesvig-Holsten-Sønderborg og blev gift med hertug Filip 2. af Pommern-Stettin.

## Biografi
Sophie blev født den 13. august 1579 som det niende barn og fjerde datter af hertug Hans den Yngre af Slesvig-Holsten-Sønderborg i hans første ægteskab med Elisabeth af Braunschweig-Grubenhagen.
Hun blev gift den 10. marts 1607 i Stettin med hertug Filip 2. af Pommern-Stettin. De fik ingen børn.
Hertug Filip døde den 3. februar 1618 i Stettin. Hertuginde Sophie overlevede sin mand med 40 år og døde som 78-årig den 3. juni 1658 i Neu Treptow.

## Eksterne links
- Wikimedia Commons har flere filer relateret til Sophie af Slesvig-Holsten-Sønderborg
- Hans den Yngres efterkommere